# 대구다목적유소년축구장
대구다목적유소년축구장(大邱多目的幼少年蹴球場, Daegu Youth Football Field)은 대한민국 대구광역시에 있는 스포츠 시설이다. 인조잔디 필드가 갖춰진 경기장이며, 1978년에 준공되었다. '대구시민운동장 보조경기장'으로 개장하였고, 2016년 7월에 리모델링 공사 후 '대구다목적유소년축구장'으로 명칭이 변경되었다.

## 역사
1978년에 대구시민운동장의 부속 시설로 건설되었다. 1,381석 규모의 좌석과 3,000명이 수용가능한 규모의 스포츠 시설이었고 토사 필드가 갖춰져 있었던 시설이었다. 2016년에 대구복합스포츠타운이 리모델링 되면서 인조잔디 필드가 설치되었다. 2016년 8월 4일부터 대구 FC의 유소년 축구 센터로 사용되고 있다.

## 참고 문헌
- “대구다목적유소년축구장”. 대구시민프로축구단.
- 〈대구다목적유소년축구장〉. 《대구역사문화대전》. 한국학중앙연구원.
- 《전국 공공체육 시설 현황 (2015년말 기준)》. 대한민국 문화체육관광부. 2016.
- 《2019년 전국 공공체육시설 현황 (2018년말 기준)》. 대한민국 문화체육관광부. 2020.
- 《2023 전국 공공체육시설 현황 (2022년 12월말 기준)》. 대한민국 문화체육관광부. 2024.

## 같이 보기
- 대구복합스포츠타운
- 대구아이엠뱅크파크